# بيروغة

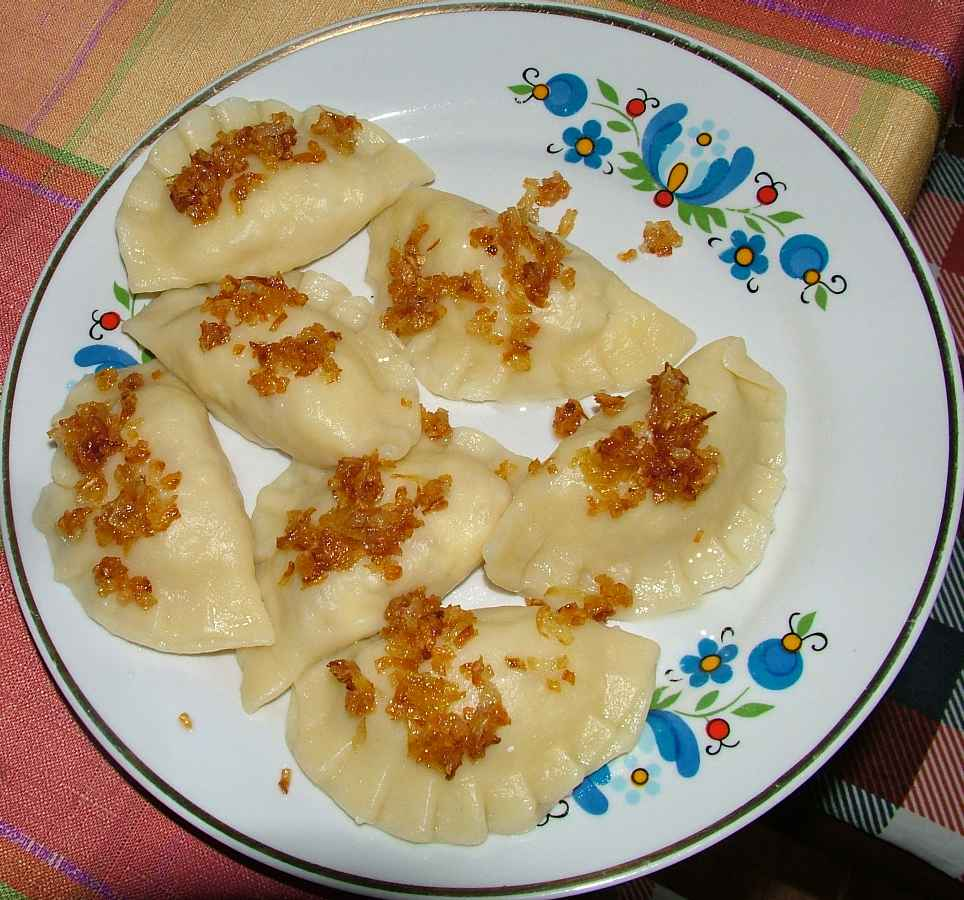
طبق بيروغات وُضع فوقها بصل مقلي للزينة

البَيْرُوغَات (الواحدة منها بَيْرُوغَة) (بالبولندية: پْيِيرُوڤِي Pierogi) أكلة بولندية، وهي عجينة نصف دائرية محشوة تُغلَى في الماء.

## معرض صور

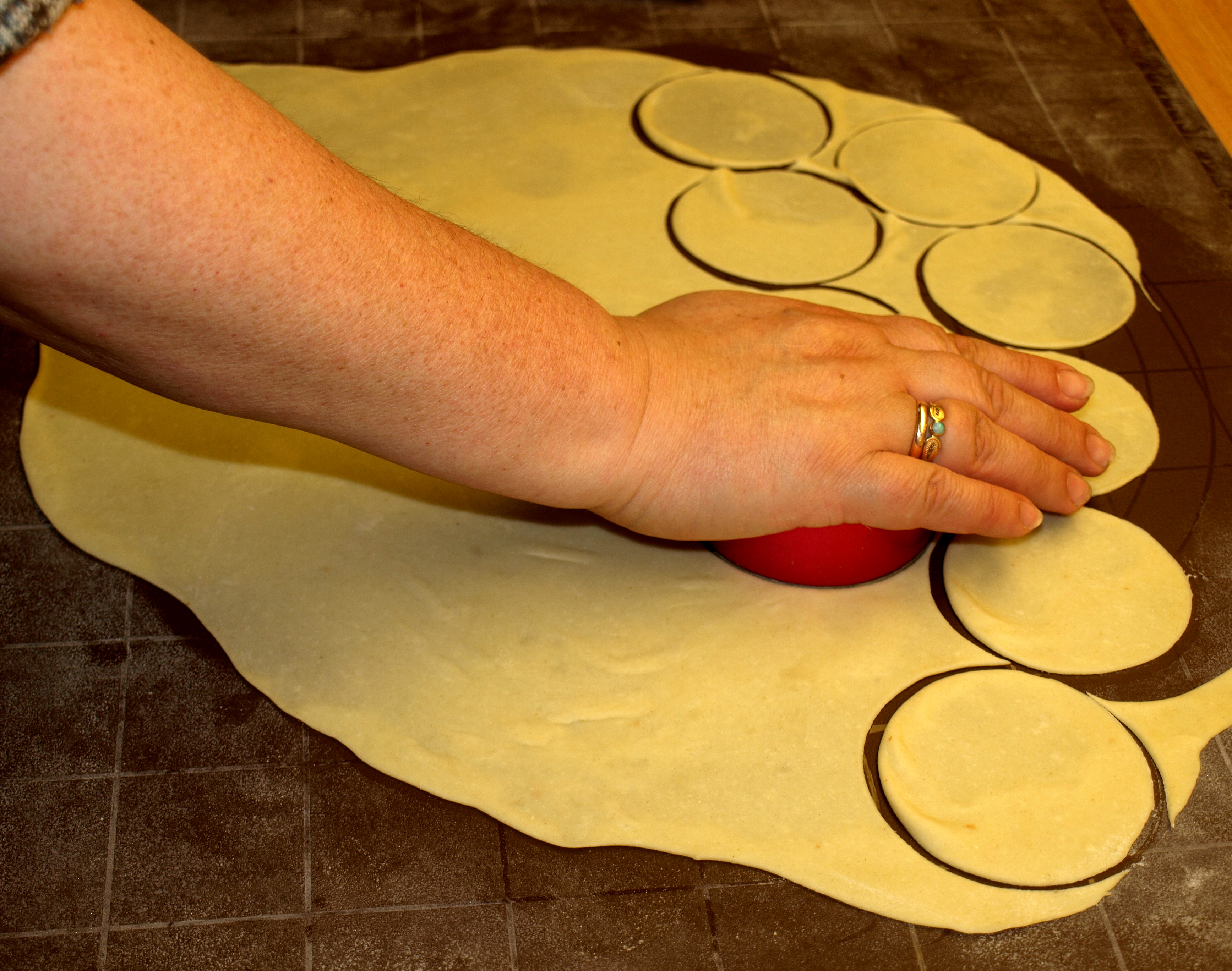
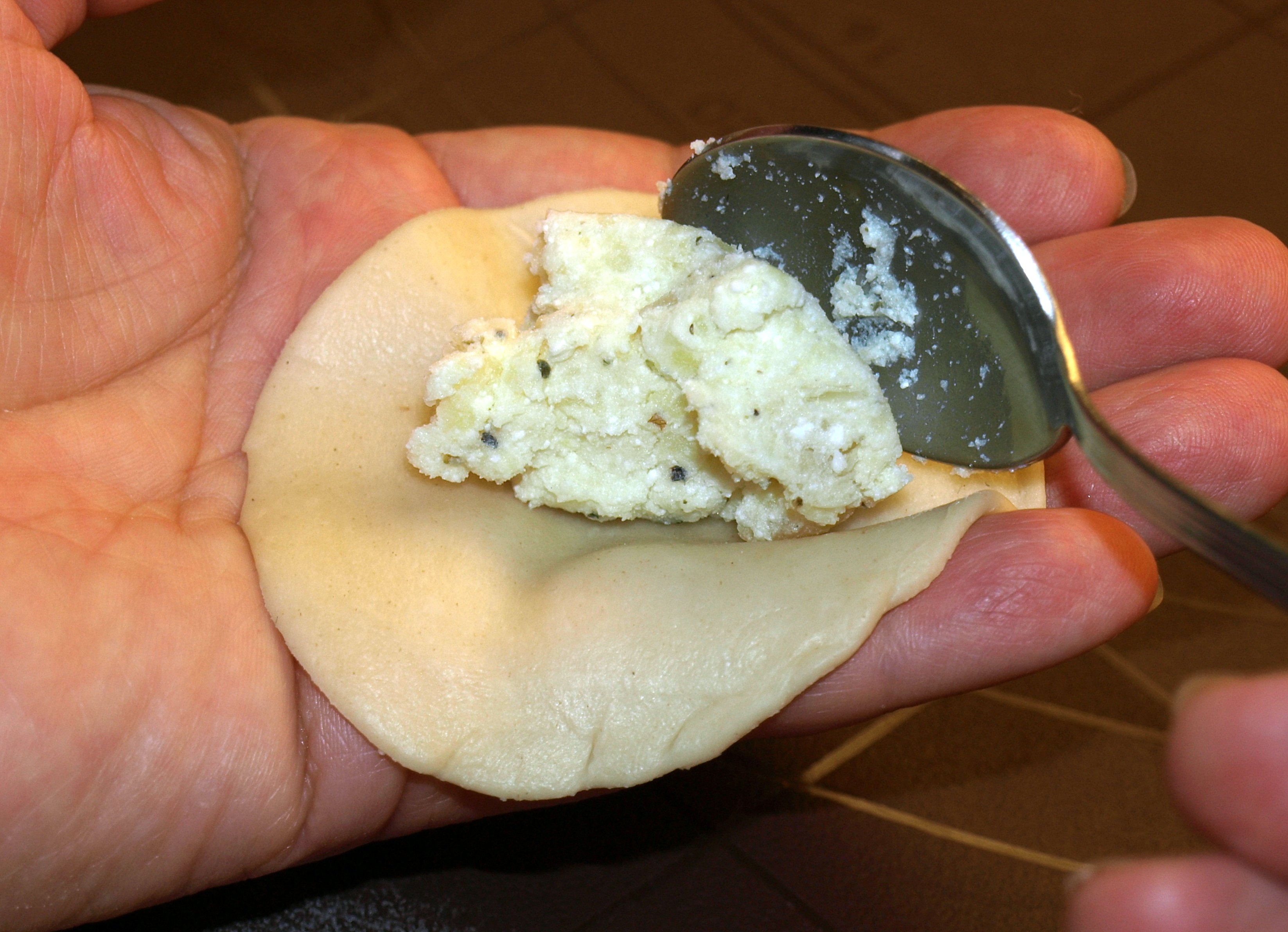
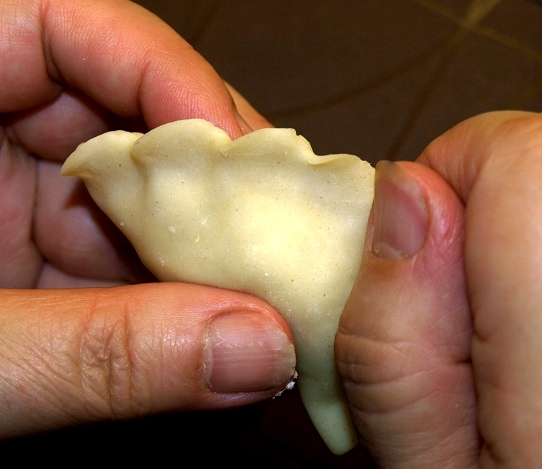
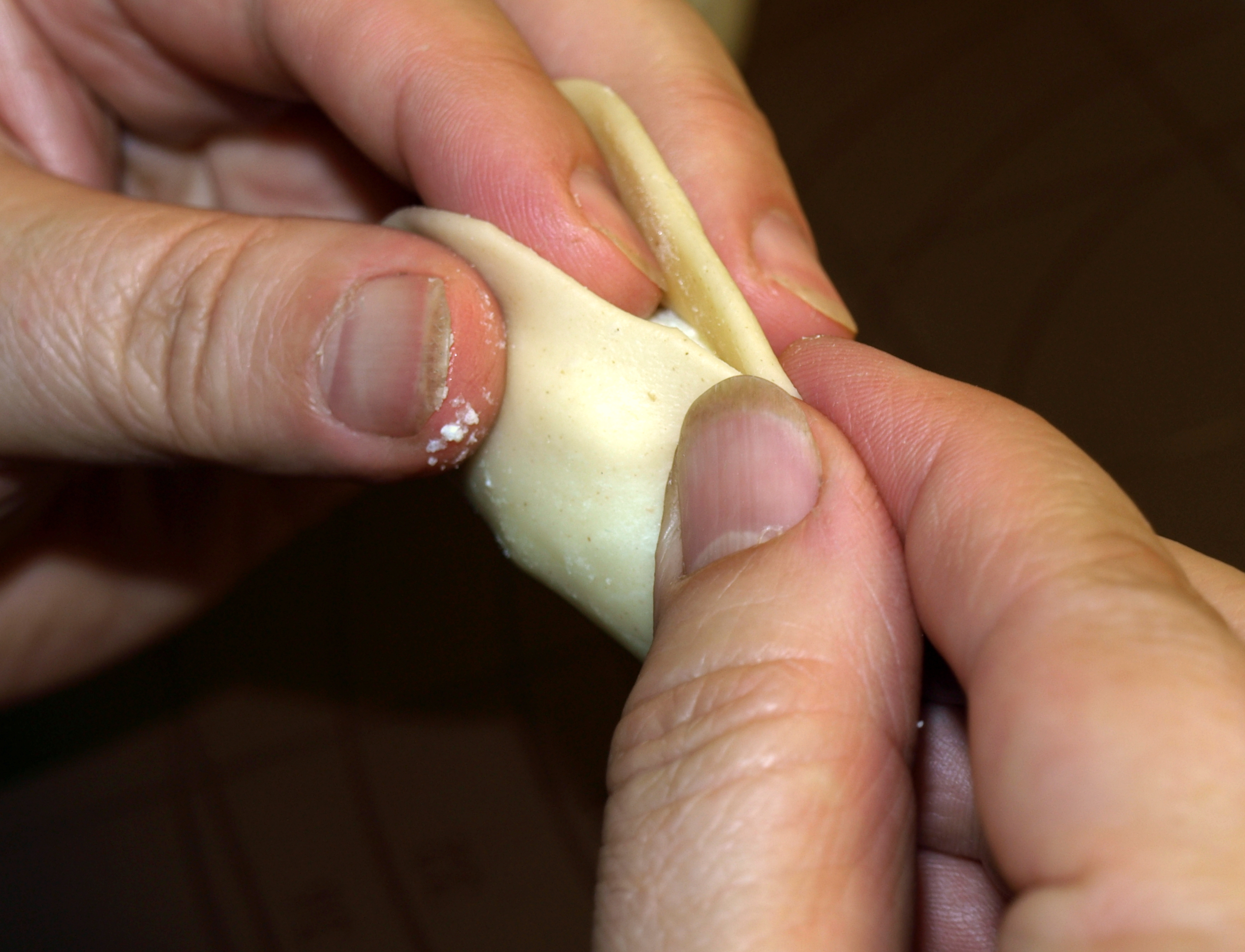